# ألبرت إل. أوسبورن
ألبرت إل. أوسبورن هو سياسي أمريكي، ولد في 9 سبتمبر 1858، وتوفي في 19 أبريل 1940. نشط حزبياً في الحزب الجمهوري. وقد انتخب عضو جمعية ولاية ويسكونسن ‏.